# Lepturichthys
Genre
Lepturichthys est un genre de poissons téléostéens de la famille des Balitoridae et de l'ordre des Cypriniformes. Ce genre comprend des loches de ruisseaux de colline, il est endémique de la Chine.

## Liste des espèces
Selon FishBase (12 juillet 2015)' :
- Lepturichthys dolichopterus Dai, 1985
- Lepturichthys fimbriata (Günther, 1888)